# Diarrhée virale bovine
 (février 2022).
Si vous disposez d'ouvrages ou d'articles de référence ou si vous connaissez des sites web de qualité traitant du thème abordé ici, merci de compléter l'article en donnant les références utiles à sa vérifiabilité et en les liant à la section « Notes et références ».
Pour les articles homonymes, voir BVD.
 Mise en garde médicale
Le complexe diarrhée virale bovine (ou BVD, de l'anglais bovine viral diarrhea) et la maladie des muqueuses (ou MD, de l'anglais mucosal disease) est une maladie infectieuse et contagieuse des bovins, causée par un virus de la famille des Flaviviridae, du genre Pestivirus : le virus de la BVD (ou BVDV, de l'anglais bovine viral diarrhea virus). La particularité de cette affection réside dans ses deux formes présentant chacune un tableau clinique, un schéma pathogénique et un aspect épidémiologique différents.

## Histoire
La diarrhée virale bovine (BVD) est une maladie qui a été découverte en 1946 par le Canadien Childs. En effet, il a été le premier à décrire cette maladie. Il a tout d'abord décrit les symptômes telles que des diarrhées sanguinolentes, de la fièvre, des érosions des muqueuses et d’autres manifestations cliniques distinctives de la BVD.
Durant cette même année, deux scientifiques ont découvert une épidémie similaire à New York (États-Unis). Ces scientifiques étaient Olafson et l'université de Cornell. Ils ont observé sur les bovins un complexe respiratoire avec une diminution du nombre de globules blancs dans le sang qui entraînait une perte de la production laitière et une augmentation des avortements chez les vaches. Ils ont aussi remarqué que cette maladie était transmisse sans même de contact entre individus.
Olafson a donc suspecté une étiologie virale et il l'a nommée "viral Diarrhea" ou Virus de la Diarrhée Virale Bovine.

Aujourd’hui, la BVD est présente sur cinq continents avec un pourcentage d’individus séropositifs (après vaccination ou contact de la BVD) entre 18 et 89 %.

## Caractéristiques
La diarrhée virale bovine touche essentiellement les bovins. Les petits ruminants peuvent le porter mais sont plus atteints du virus voisin nommé border disease
Ce virus n'est pas contagieux à l'Homme et ne survit que très peu de temps en dehors du corps des animaux, il ne survit que quelques heures, ce qui fait que le milieu extérieur, ou encore le matériel ne jouent pas un rôle essentiel à la transmission.
Le virus BVD agit comme immunosuppresseur chez l'animal et provoque des modifications du système immunitaire qui peuvent être : 
- Transitoires : persistent plusieurs semaines après la première exposition
- ou permanentes : les veaux contaminés en cours de gestation peuvent naître infectés permanent immuno-tolérants (IPI) et restent donc excréteurs tout au long de la vie [2].

## Agent pathogène
Cette maladie est due à un virus de la famille des pestivirus. La maladie est essentiellement causée par les génotypes 1 et 2 (la virulence est variable selon les souches).
Le virus de la BVD est un virus enveloppé, donc peu résistant dans le milieu extérieur. Ainsi, le matériel et le milieu extérieur jouent un rôle mineur dans la transmission. Il a une grande sensibilité aux UV, la chaleur et aux détergents. En revanche, il présente une bonne résistance à la réfrigération et la congélation, ce qui peut poser des problèmes lors de l'insémination artificielle et le transfert d'embryons.
La transmission se fait de deux manières : horizontale ou verticale.
La transmission horizontale se fait par contact direct entre un animal excréteur du virus et un animal indemne. Le virus est sécrété dans les larmes, la salive, les sécrétions utérines, les fèces et urines et le lait. L’animal sain peut se contaminer par voie digestive, respiratoire ou génitale.
La transmission verticale se fait lors de la gestation, par passage transplacentaire. Les conséquences peuvent varier selon le stade de gestation :
- mortalités embryonnaires entre 29 et 41 jours de gestation
- malformations ou avortements, de 80 à 150 jours de gestation
- Infection permanente et immunotolérance du veau à naître, entre 30 et 120 jours de gestation.

## Symptômes
La maladie se sépare en deux grandes formes cliniques aux caractéristiques épidémiologiques et pathologiques distinctes.
L'infection transitoire induit principalement une baisse temporaire d'immunité (leucopénie), pouvant souvent passer inaperçue, ou favoriser l'apparition d'infections intercurrentes. Les autres symptômes observables sont de la fièvre, un abattement, et des diarrhées simples ou hémorragiques. Le BVD a aussi chez la femelle un fort pouvoir abortif en fonction du stade de gestation et entraîne une baisse de la fertilité. Une femelle gestante, exposée au BVD pourra avorter, ou donner naissance à un veau malformé, ou IPI. En raison de son activité immunosuppressive, le BVD est considéré comme un agent aggravant des maladies respiratoires bovines. La toux peut donc être parfois le principal symptôme observé.  
L'infection permanente peut engendrer la maladie des muqueuses (MD). Cette maladie systématiquement mortelle se caractérise par une atteinte générale, et une entérite hémorragique sévère. A l'autopsie, les animaux atteint de la maladie des muqueuses peuvent présenter des lésions caractéristiques "en coup d'ongle" sur les parois du tractus digestif, et en particulier l'œsophage.

## Prévention
Afin de prévenir une éventuelle contamination au sein d’un troupeau, des mesures de biosécurité peuvent être mises en place. Lors de l’arrivée de nouveaux bovins au sein d’une structure, il peut être intéressant de faire réaliser des tests afin de dépister une éventuelle BVD. Les animaux peuvent être placés en quarantaine en attendant les résultats.
Moins les animaux rentrent en contact avec d’autres troupeaux moins ils sont susceptibles de se contaminer, il faut donc s’assurer qu’un troupeau contaminé ou susceptible de l’être ne rentre pas en contact avec le troupeau voisin, par exemple lors de concours agricole. Adopter une bonne hygiène du matériel d’élevage est aussi un facteur de prévention.
Il convient d’éliminer le plus rapidement possible les veaux IPI lorsque les analyses le révèlent afin de ne pas contaminer les congénères.
La vaccination peut aussi être intéressante car elle contribue à limiter la circulation virale dans un lot. Elle peut donc être vivement conseillée sur des lots séronégatifs, ce qui limitera ou empêchera la formation de veaux IPI. Pour les taureaux reproducteurs, la vaccination annuelle permettrait qu’ils ne transmettent pas la maladie à leur descendance [Réf nécessaire]. Il en est de même pour les génisses futures reproductrices,.

## Diagnostic et traitement
Il n'existe pas de traitement contre la BVD. L'éradication se fait sur la base d'une détection des animaux Infectés Permanents Immunotolérants ("IPI", fœtus contaminés in utero en moyenne entre le 1er et le 3e mois de gestation), dont la détection peut se faire par prise de sang (virologie positive au BVDV associée à une sérologie négative) ou plus récemment par analyse PCR sur biopsie auriculaire, prélevée lors de l'identification des jeunes veaux.
Pour éradiquer au mieux la maladie, il faut identifier les pratiques à risque de réintroduction du virus dans le cheptel ( introduction d’animaux, participation à des rassemblements d’animaux comme des concours et contacts avec d’autres troupeaux à travers des clôtures.
Un protocole vaccinal peut également y être associé. Une indication de protection foetale permet de prévenir le passage transplacentaire et donc l'apparition de nouveaux IPI, avec des vaccins tels que Muccosiffa (laboratoire Merial) ou Bovela (laboratoire Boehringer Ingelheim). 

## Conséquences à plus long terme
Lorsqu’un animal a été infecté par la BVD, les risques de rencontrer différentes pathologies sont augmentées. De plus, le passage de cette maladie, peut provoquer dans certains cheptels, de nombreuses pertes de production.

## Les animaux IPI
Les animaux Infectés Permanents Immunotolérants (IPI) naissent à la suite d'une infection in utero par un virus BVD non cyto-pathogène (nCP), entre le 30ème et le 125ème jour de gestation. Ils naissent infectés et le restent toute leur vie. Ils ne peuvent pas être soignés. En effet, la plupart des IPI meurent avant l’âge de 3 ans dont seulement 50 % durant leur première année. 
Ces animaux sont la principale source de contamination au sein du cheptel. Un IPI peut contaminer 90 % du troupeau en l’espace de 3 mois. Lorsqu’il n’y a pas de présence d’animaux IPI mais seulement en présence de circulation virale, la contamination totale du troupeau se fait en 2 ans[Réf. nécessaire].
Les femelles IPI donnent systématiquement naissance à des veaux IPI. Au niveau des mâles, leur sperme est systématiquement contaminé par la BVDV.
Les animaux IPI (infecté permanent immunotolérant) ne produisent aucun anticorps contre le virus, rendant impossible leur dépistage par sérologie. Pour les dépister, en France on réalise des prélèvements de cartilages auriculaires lors du bouclage du veau, et ce cartilage est analysé.

## Mode de contamination
Le virus de la BVD se transmet par voie aérienne, par contact direct entre un animal porteur du virus et un animal sain. La contamination peut se faire lors de la reproduction. En effet, le taureau peut transmettre le virus via la semence [Réf. nécessaire].
Les intervenants extérieurs à l’élevage peuvent aussi être des vecteurs de transmission de la maladie. Le transport du virus peut se faire par les mains, la tenue de travail (bottes et cottes), le matériel d'élevage. Il est donc important de mettre en place des dispositifs de sécurité comme un pédiluve, des sur-bottes…
Les autres modes de contamination sont le voisinage, les achats et la transhumance.
Il est possible que la contamination se fasse par les ovins. En effet, ceux-ci peuvent être atteint par un virus de la même famille que la BVD, qui a pratiquement les mêmes conséquences. Des contaminations croisées inter espèces (bovins/ovins) sont possibles.
L’introduction du virus de la BVD peut se réaliser avec plusieurs facteurs : 
- L’achat d’un animal excréteur de virus (infecté transitoire ou IPI) ou d’une femelle ayant un fœtus IPI
- Les animaux communs à plusieurs élevages ou prêtés
- Les gamètes et embryons introduits dans le troupeau
- Les marchés et foire.

## Impact économique
En 2020, en France, 5 à 10 % des élevages bovin sont contaminés chaque année. Les études des répercussions économiques reviennent à un coût moyen de 45 à 85 € par vache dans les exploitations laitières concernées par la maladie. Ce coût prend en compte la mort des veaux IPI mais aussi les répercussions sur la production, la reproduction, les avortements et le surcoût des autres infections comme les diarrhées récurrentes et les maladies respiratoires. En élevage allaitant, les troupeaux peuvent perdre 20 % d’une génération en plus du temps de perte dû à la fécondation des reproductrices.